# Salim Javaid

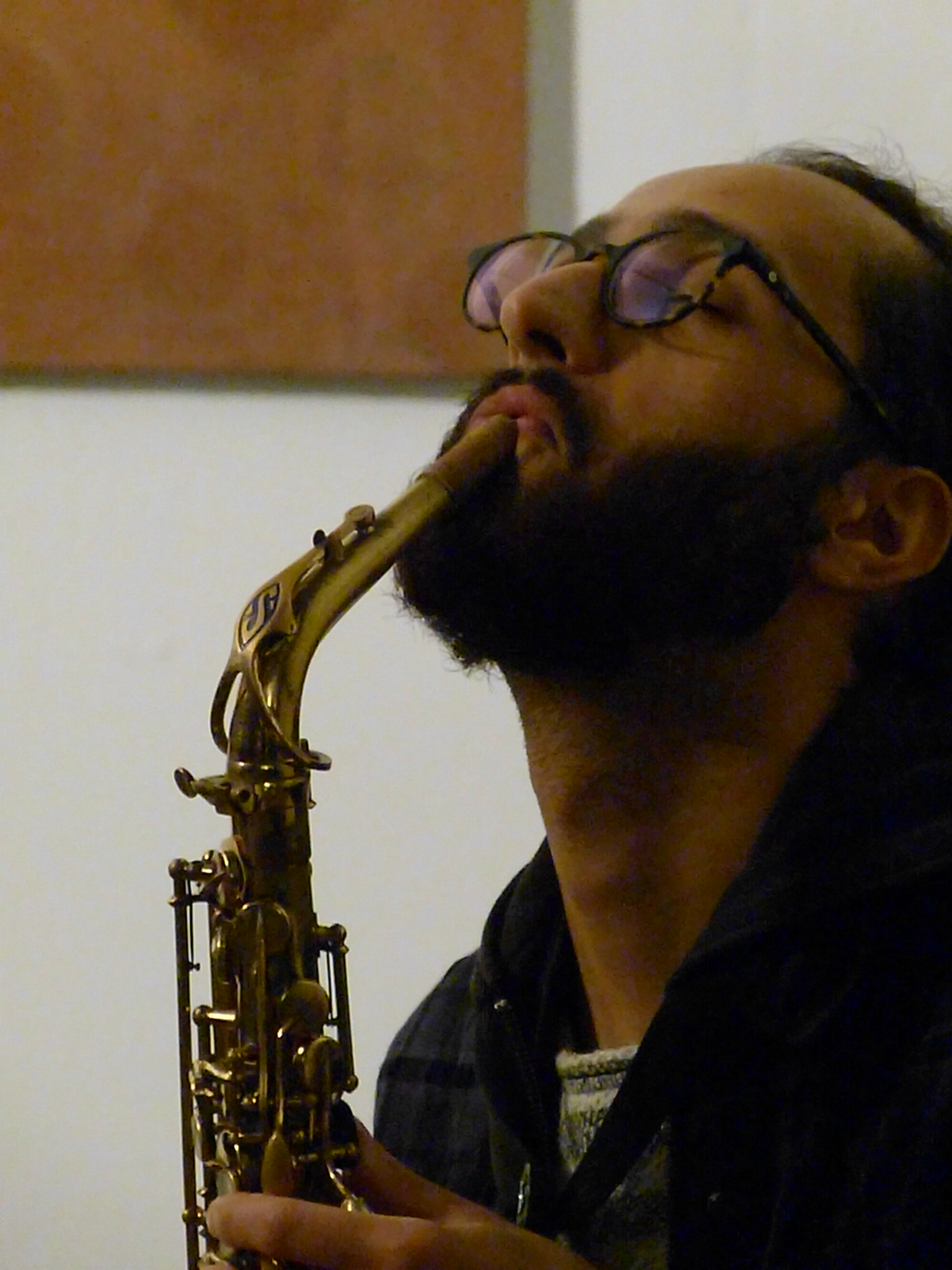
Salim Javaid (2018)

Salim(a) Javaid (* 1991 in Sokolov) ist ein tschechischer Saxophonist (Sopran-, Alt-, Tenor- und Baritonsaxophon) der Neuen Improvisationsmusik, der Neuen Musik und des Free Jazz. Salim(a) Javaid verwendet die Pronomen they/them.

## Leben und Wirken
Javaid stammt aus einer tschechisch-pakistanischen Familie und wuchs in Soest auf. Während seiner Grundschulzeit lernte er Blockflöte, bevor er zum Altsaxophon als Hauptinstrument wechselte. Während seiner Jugend spielte er in verschiedenen Kontexten vom klassischen Saxophonensemble über Rock-’n’-Roll-Bands hin zu Big Bands, Jazzbands und experimentellen Ensembles im Bereich des Free Jazz mit Einflüssen aus Rock und Metal.
Javaid absolvierte sein Bachelor- und Masterstudium in Jazz-Saxophon an der Hochschule für Musik und Tanz Köln bei Roger Hanschel und Frank Gratkowski ab und begann im Anschluss daran, klassisches Saxophon bei Sebastian Pottmeier ebendort, sowie im Master Instrumentalausbildung Neue Musik bei Barbara Maurer an der Folkwang Universität der Künste in Essen zu studieren. Zusätzlich erhielt er während seines Studiums an der Kölner Musikhochschule Unterricht in zeitgenössischer Kammermusik bei Paulo Álvares und David Smeyers sowie Kompositionsunterricht Siegfried Koepf.
Er war Mitglied des Landesjugend-Jazzorchesters NRW. Mit dem Gitarristen Axel Zajac und dem Schlagzeuger Jo Beyer gründete er das Trio Malstrom. Er spielte mit Carl Ludwig Hübsch, Frank Gratkowski, Hayden Chisholm, Marlies Debacker, Philip Zoubek, Etienne Nillesen, Sofia Jernberg, Sebastian Gramss, Matthias Schubert, Wolter Wierbos, Niels Klein, und vielen weiteren.
Javaids Schaffen erstreckt sich vom Interpretieren von Werken Neuer Musik, über das freie Improvisieren bis hin zu Free Jazz. In seinen Improvisationen nutzt er eine breit gefächerte Klangpalette die sich unter anderem aus Extended technique, Jazz- und klassischer Saxophontechnik/Spielhaltung sowie Klängen des präparierten Saxophons zusammensetzt. Er konzertiert Solo, in ad-hoc-Besetzungen und ist des Weiteren festes Mitglied des Multiple Joy(ce) Orchestra, des Art Blau Ensemble, des Trios Debacker/Hübsch/Javaid sowie des Free-Jazz Quartetts Uchronia. Gemeinsam mit der Pianistin Marlies Debacker und der Schlagwerkerin Shiau-Shiuan Hung bildet er das Trio Abstrakt, das Werke von Pierluigi Billone, Mark Andre, Peter Ablinger und Hans Thomalla aufführte. Konzertreisen führten ihn nach Großbritannien, China, Tschechien, Polen, die Niederlande, Belgien, Frankreich, Spanien und Österreich.
Javaid ist Mitglied von IMPAKT, einem Kölner Kollektiv für aktuelle Musik und außerdem neben Carl Ludwig Hübsch und Marlies Debacker Kurator der Plattform Nicht Dokumentierbarer Ereignisse.

## Preise und Auszeichnungen
Mit dem Trio Malstrom gewann Javaid 2015 den Europäischen Burghauser Nachwuchs-Jazzpreis, 2017 die International Jazz Competition Getxo und 2018 den Biberacher Jazzpreis.

## Diskographische Hinweise
- Die Daniel Sebastian Scholz Big Band: DDSSBB (Quadratisch Rekords, 2015)
- Malstrom: Phantom Architect (Tiefton, 2016, mit Axel Zajac, Jo Beyer)
- Malstrom + Florian Weber (Tiefton, 2017, mit Axel Zajac, Jo Beyer)
- Malstrom: Live at International Getxo Jazz Festival (2017)
- Uchronia (Impakt, 2017, mit Marlies Debacker, Stefan Schönegg, Dominik Mahnig)
- Carl Ludwig Hübsch Artblau Other Kind of Blue (Impakt, 2020)

## Weblinks

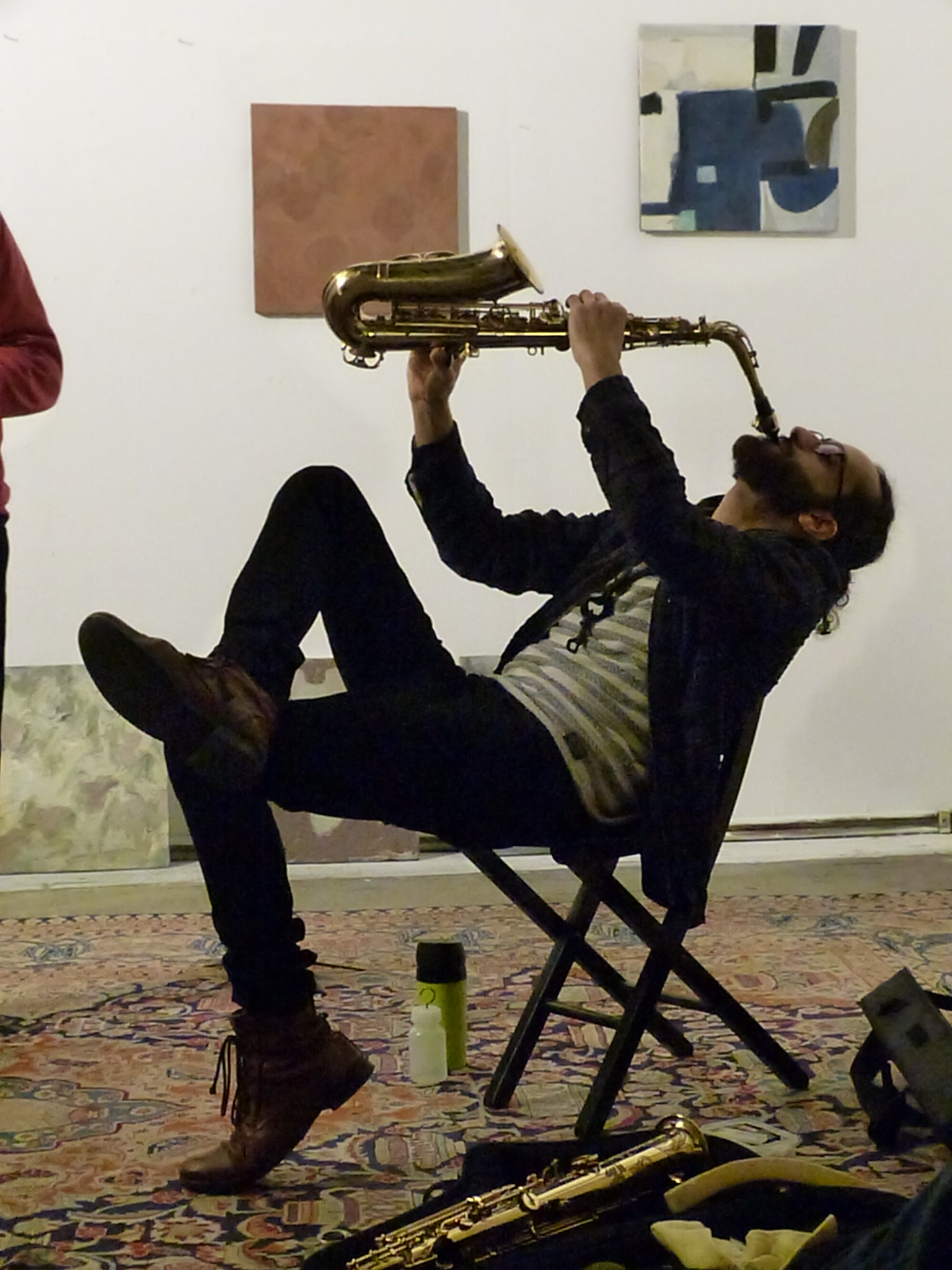
Salim Javaid (im Konzert mit Sofia Jernberg und Philippe Micol im Atelier Dürrenfeld/Geitel Köln 2018)